# Nágárdzsuna
Nágárdzsuna (dévanágari::नागार्जुन, IAST: Nāgārjuna) 2–3. századi indiai filozófus, a mahájána buddhizmus madhjamaka (középút) iskolájának nagy tekintélyű megalapítója. Tagadja a létet is, a nemlétet is. Szerinte nincs különbség a szanszára (létforgatag) és nirvána (végső kialvás, megszabadulás) között, a súnjatá (śūnyatā: üresség) minden létező alapvető tulajdonsága és egyben működési módja. Mivel maga az üresség is üres, a fogalom "pusztán" a létezők egymástól függésének (függő keletkezés) belátására szolgál. A lét és a nemlét tagadásával kapcsolatban a madhjamaka-filozófia egy köznapi (konvencionális, a mindennapi tapasztalatokon alapuló) és egy abszolút (bölcsességgel áthatott) igazságot tanít. Az abszolút igazság a köznapi igazságon keresztül ismerhető meg, a bölcs pedig a hétköznapi tapasztalataira is tud az abszolút igazság oldaláról tekinteni. Üresnek tudja látni mindazt, aminek korábban nagy jelentőséget tulajdonított, és így annak elveszítése vagy megszerzésének lehetetlensége többé nem okoz szenvedést számára.
Nágárdzsuna leghíresebb (szanszkrit nyelvű) műve a Múlamadhjamaka-káriká (Mūlamadhyamakakārikā), A középút alapversei.

## Külső hivatkozások
- Fórizs László, 1998. "The Relevance of Whitehead for Contemporary Buddhist Philosophy. Panini, Nagarjuna and Whitehead."
- Fehér Judit: Nágárdzsuna. A mahájána buddhizmus mestere; Farkas Lőrinc Imre, Bp., 1997
- Határ Győző: Alapigazságaink. Nagardzsuna. Műhelyforgácsok egy bölcseleti aforisztikából; Szabad Föld, Bp., 2003